# 2016年民進党代表選挙
2016年民進党代表選挙（2016ねんみんしんとうだいひょうせんきょ）は、2016年9月15日に行われた民進党の党代表選挙である。1回目の投票で有効投票に基づくポイント総数の過半数を獲得した蓮舫が当選した。

## 概説
2016年3月27日に民進党代表に選出された岡田克也の任期満了に伴い実施される民進党代表選挙である。任期満了に伴う通常選挙であり、党所属国会議員・国政選挙の公認候補予定者・党籍を有する地方自治体議員・党員およびサポーターによる投票が行われる（代表選のルールは基本的に前身の民主党の党代表選挙のものを引き継いでいる）。任期は、2019年9月末まで。
8月2日の両院議員総会で代表選を9月2日告示、9月15日投開票の日程で行うことが決定された。なお、当初は8月25日告示、9月7日投開票とする日程を予定していたが、投票に参加する党員・サポーターの登録作業などに時間がかかるため、当初の予定より1週間ほど遅らせる形となった。
民進党は7月10日実施の第24回参議院議員通常選挙でいわゆる「改憲勢力」（自由民主党・公明党・おおさか維新の会・日本のこころを大切にする党の4党など）の3分の2議席獲得を阻止できず、岡田代表には責任論も出ていた。当初、岡田は代表選への出馬については「白紙」としていたが、7月30日に不出馬を表明した。これにより、代表の交代が確定した。
争点としては、日本共産党・生活の党と山本太郎となかまたち・社会民主党との野党4党共闘のあり方（特に共産党との連携の是非）や憲法改正論議への対応などに加え、選挙戦後半に急浮上した蓮舫の二重国籍問題が挙げられる。

### 立候補者
- 蓮舫 - 参議院議員（3期）、代表代行、元行政刷新担当大臣、花斉会（野田グループ）所属。8月5日に正式に出馬表明[15]。8月23日に旧社会党系グループ（赤松グループ）が支持表明[16]。8月24日に旧民社党系グループ（高木グループ）が支持伝達[17]。9月4日に岡田克也代表が支持表明[18]。
- 前原誠司 - 衆議院議員（8期）、元外務大臣、元民主党代表、凌雲会（前原グループ）会長。8月26日に正式に出馬表明[19]。8月24日に素交会（大畠グループ）が支援決定[20]。
- 玉木雄一郎 - 衆議院議員（3期）、国対副委員長、無派閥。9月2日に立候補届出[21]。国のかたち研究会（菅グループ）などが支持[22]。

### 立候補が取り沙汰された人物
- 細野豪志 - 衆議院議員（6期）、元環境大臣、自誓会（細野派）会長。立候補に意欲を示していたが、8月9日に不出馬を表明した[23]。8月31日に細野派として蓮舫を支持することを決定した[24]。
- 長妻昭 - 衆議院議員（6期）、代表代行、元厚生労働大臣、無派閥。立候補に意欲を示していたが、8月19日までに出馬断念を党関係者に伝えた[25]。
- 長島昭久 - 衆議院議員（5期）、元防衛副大臣、国軸の会（長島グループ）会長。立候補に意欲を示していたが、推薦人が集まらず、8月30日に出馬断念を表明した[26]。9月1日に長島グループとして前原を支持することを決定した[27]。
- 江田憲司 - 衆議院議員（5期）、代表代行、元維新の党代表、旧維新の党グループ（江田・松野グループ）共同代表。立候補に意欲を示していたが、8月30日に不出馬を表明した[28]。江田自身は蓮舫を支持するが[29]、同グループとしては自主投票で代表選に臨むことを8月30日の幹部会合[30]、8月31日の全体会合[31]でそれぞれ決定した。
- 原口一博 - 衆議院議員（7期）、元総務大臣、政策グループ「平和と連帯」主催者[32][33]。立候補に意欲を示していたが、玉木との「第三の候補」一本化調整がまとまらず[34]、推薦人が集まらなかった。

## 党代表選データ

### 日程
- 8月2日 - 民進党が両院議員総会で代表選挙実施を決定[1]、同日付で公告[35]
- 8月26日 - 事前説明会を開催、長島昭久、井出庸生、蓮舫、前原誠司、原口一博、玉木雄一郎の6陣営が出席[36]
- 9月2日 - 告示、立候補受付[37]、共同記者会見[38]、公開討論会[39]
- 9月3日 - 地方遊説を開始、9月11日まで全国10か所で順次開催[40]
- 9月13日 - 党員・サポーター等の郵送投票締切[41]
- 9月14日 - 日本外国特派員協会で共同記者会見[42]
- 9月15日 - 臨時党大会、投開票

### 候補者と政見
届出順
| 候補者     | 政見 |
| ---------- | --- |
| 蓮舫       | 「新世代」の民進党。 (PDF) |
| 前原誠司   | All for All（みんながみんなのために） 分断を乗り越え希望を分かち合う社会へ 前原誠司の目指す新たな社会像〜民進党政権構想〜 (PDF) |
| 玉木雄一郎 | 時代の先頭を走る「リベラル保守」政党をつくる (PDF)                                                                              |

### 推薦人
衆参別五十音順
| 候補者     | 推薦人 |
| ---------- | --- |
| 蓮舫       | 赤松広隆、井出庸生、大串博志、緒方林太郎、落合貴之、柿沢未途、黄川田徹、郡和子、近藤昭一、近藤洋介、佐々木隆博、篠原豪、高木義明、武正公一、津村啓介、細野豪志、相原久美子、川田龍平、川合孝典、小林正夫、榛葉賀津也、杉尾秀哉、田名部匡代、那谷屋正義、平山佐知子 |
| 前原誠司   | 石関貴史、泉健太、大島敦、太田和美、大畠章宏、岡本充功、小川淳也、神山洋介、北神圭朗、小宮山泰子、坂本祐之輔、篠原孝、鈴木克昌、田嶋要、中島克仁、長島昭久、古川元久、牧義夫、松木謙公、渡辺周、大野元裕、桜井充、福山哲郎、増子輝彦                               |
| 玉木雄一郎 | 阿部知子、荒井聰、今井雅人、大西健介、菅直人、木内孝胤、岸本周平、高井崇志、寺田学、初鹿明博、福島伸享、松田直久、水戸将史、宮崎岳志、横山博幸、石橋通宏、白眞勲、藤末健三、森本真治、柳田稔                                                                       |

- 出典
  - 『蓮舫候補民進党代表選挙推薦人名簿』（PDF）（プレスリリース）民進党、2016年9月2日。
  - 『前原誠司推薦人』（PDF）（プレスリリース）民進党、2016年9月2日。
  - 『玉木雄一郎推薦人名簿』（PDF）（プレスリリース）民進党、2016年9月2日。

## 選挙の結果
9月15日の臨時党大会において、国会議員と公認候補予定者による直接投票が行われ、事前に行われた地方自治体議員と党員・サポーターの郵便投票と合わせて集計された結果、蓮舫候補が1回目の投票で503ポイントを獲得して半数を超え、230ポイントの前原候補、116ポイントの玉木候補を下して新代表に選出された。なお、女性や参議院議員が代表となるのは前身の民主党時代も含めて初、野党第1党の党首に女性が就任するのは土井たか子社会党委員長以来30年ぶりとなる。

### 投票結果
| 候補者     | 得点数 | 国会議員票     | 公認予定者票   | 地方議員票       | 党員・サポーター票 |
| ---------- | ------ | -------------- | -------------- | ---------------- | ------------------ |
| 蓮舫       | 503pt  | 80票（160pt）  | 50票（50pt）   | 847票（126pt）   | 59,539票（167pt）  |
| 前原誠司   | 230pt  | 42票（84pt）   | 44票（44pt）   | 335票（50pt）    | 26,045票（52pt）   |
| 玉木雄一郎 | 116pt  | 25票（50pt）   | 24票（24pt）   | 207票（30pt）    | 9,808票（12pt）    |
| 無効       | -      | 0              | 0              | 4票              | 789票              |
| 合計       | 849pt  | 147票（294pt） | 118票（118pt） | 1,393票（206pt） | 96,181票（231pt）  |

- 地方議員の投票率は87.83%、党員・サポーターの投票率は40.89%。
- 出典：『2016年 民進党代表選出選挙 開票結果』（PDF）（プレスリリース）民進党、2016年9月15日。2016年9月16日閲覧。

## 選挙後の人事
9月21日の両院議員総会で主要人事が承認され、9月26日の常任幹事会で以下の通り報告された。幹事長に野田佳彦元首相を起用したことは、民主党下野の「戦犯」の起用として反発が起き、代表と幹事長を野田グループで独占する「お友達人事」との批判も浴びるなどして、蓮舫新執行部の求心力低下を招いた。
| 最高顧問                       | 横路孝弘 菅直人              |
| 常任顧問                       | 岡田克也                     |
| 代表                           | 蓮舫                         |
| 代表代行                       | 安住淳 細野豪志 江田憲司     |
| 副代表                         | 近藤昭一 長浜博行 神本美恵子 |
| 幹事長                         | 野田佳彦                     |
| 幹事長代理                     | 玉木雄一郎 福山哲郎 芝博一   |
| 財務局長                       | 小林正夫                     |
| 総務局長                       | 坂本祐之輔                   |
| 国際局長                       | 牧山弘恵                     |
| 国民運動局長                   | 山尾志桜里                   |
| 青年局長                       | 初鹿明博                     |
| 広報局長                       | 大塚耕平                     |
| 役員室長                       | 柿沢未途                     |
| 参議院議員会長                 | 小川敏夫                     |
| 参議院幹事長                   | 小川勝也                     |
| 参議院国会対策委員長           | 榛葉賀津也                   |
| 常任幹事会議長                 | 高木義明                     |
| 政務調査会長                   | 大串博志                     |
| 政務調査会長代理               | 階猛 藤末健三                |
| 選挙対策委員長                 | 馬淵澄夫                     |
| 選挙対策委員長代理             | 古本伸一郎 近藤洋介          |
| 国会対策委員長                 | 山井和則                     |
| 国会対策委員長代理             | 笠浩史                       |
| 組織委員長                     | 佐々木隆博                   |
| 団体交流委員長                 | 羽田雄一郎                   |
| 常任幹事（憲法・沖縄問題担当） | 枝野幸男                     |
| 総合選挙対策本部長             | 蓮舫                         |
| 男女共同参画推進本部長         | 神本美恵子                   |
| 両院議員総会長                 | 中川正春                     |
| 代議士会長                     | 黄川田徹                     |
| 常任監査                       | 相原久美子                   |
| 会計監査                       | 郡和子                       |

- 出典：『民進党役員一覧』（PDF）（プレスリリース）民進党、2016年9月26日。2016年9月26日閲覧。